# Ludwich Fabritius
Ludwich Fabritius, född den 14 september 1648, död den 6 oktober 1729, var en rysk militär och svensk diplomat.
Fabritius föddes i Brasilien av holländska föräldrar. Han kom 1663 i rysk militärtjänst, tillfångatogs av kosacker 1665, såldes 1668 som slav till en tatar men friköptes samma år. Han vistades i Persien 1668-1671 och försörjde sig som kvacksalvare, kom därefter åter i rysk tjänst som kapten. Fabritius befordrades till major 1673 och överstelöjtnant 1675. 1677 tog han avsked ur sin tjänst och begav sig till Stockholm, där han fick tjänst som diplomat. Han sändes tre gånger till Persien, 1677-1682, 1683-1688 och 1697-1700 för att skapa handelsförbindelser mellan Persien och Narva över fastlandet. Beskickningarna kröntes med framgång och Fabritius adlades 1687.